# Jim Vallance
James Douglas „Jim“ Vallance (* 31. Mai 1952 in Chilliwack, British Columbia, Kanada) ist ein kanadischer Rockmusiker und Komponist. 
Vallance wurde vor allem durch seine Zusammenarbeit mit Bryan Adams bekannt, mit dem er sehr viele Hits schrieb. So schrieben Adams und Vallance auch alle Songs von Adams im Jahre 2015 veröffentlichten Album „Get Up“. 
Für den kanadischen Benefiz-Song Tears Are Not Enough schrieb er den Text.
Vallance schrieb außerdem Songs für Bonnie Raitt, Aerosmith, Carly Simon, Rod Stewart, Roger Daltrey, Tina Turner, Alice Cooper, Ozzy Osbourne, KISS, Scorpions, Glass Tiger, Anne Murray, Rick Springfield und Joe Cocker.